# Burning Bridges (Arch Enemy)
Burning Bridges è il terzo album in studio del gruppo musicale svedese Arch Enemy, pubblicato il 21 maggio 1999 dalla Century Media Records.

## Il disco
Si tratta dell'ultimo album realizzato dal gruppo insieme al cantante Johan Liiva, il quale abbandonò il gruppo l'anno seguente.
Nel 2009 l'album è stato ripubblicato con l'aggiunta di alcune tracce aggiuntive tratte sia dal secondo disco del quarto album in studio Wages of Sin che dall'album dal vivo Burning Japan Live 1999.

## Tracce

### Edizione standard
1. The Immortal – 3:42
2. Dead Inside – 4:10
3. Pilgrim – 4:31
4. Silverwing – 4:07
5. Demonic Science – 5:21
6. Seed of Hate – 4:07
7. Angelclaw – 4:03
8. Burning Bridges – 5:10

Tracce bonus nell'edizione europea
1. Diva Satanica – 3:43
2. Hydra – 0:57

Tracce bonus nell'edizione giapponese
1. Scream of Anger – 3:45 – originariamente interpretata dagli Europe
2. Fields of Desolation '99 – 6:02

### Edizione deluxe
1. The Immortal – 3:43
2. Dead Inside – 4:13
3. Pilgrim – 4:33
4. Silverwing – 4:08
5. Demonic Science – 5:23
6. Seed of Hate – 4:09
7. Angelclaw – 4:06
8. Burning Bridges – 5:31
9. Fields of Desolation '99 – 6:02
10. Star Breaker – 3:27 – originariamente interpretata dai Judas Priest
11. Aces High – 4:26 – originariamente interpretata dagli Iron Maiden
12. Scream of Anger – 3:50 – originariamente interpretata dagli Europe
13. The Immortal (Live) – 3:55
14. Dead Inside (Live) – 4:35
15. Pilgrim (Live) – 4:34
16. Silverwing (Live) – 4:16
17. Angelclaw (Live) – 4:39

## Formazione
Gruppo
- Johan Liiva − voce
- Michael Amott − chitarra
- Christopher Amott − chitarra
- Sharlee D'Angelo − basso
- Daniel Erlandsson − batteria

Altri musicisti
- Fredrik Nordström − tastiera
- Per Wiberg − tastiera, mellotron (traccia 8)